# Comuna Bohdașiv, Zdolbuniv
Bohdașiv (în ucraineană Богдашів) este o comună în raionul Zdolbuniv, regiunea Rivne, Ucraina, formată din satele Bohdașiv (reședința), Ilpin, Koșativ și Orestiv.

## Demografie
Componența lingvistică a comunei Bohdașiv
     Ucraineană (99,1%)
     Alte limbi (0,83%)
Conform recensământului din 2001, majoritatea populației comunei Bohdașiv era vorbitoare de ucraineană (99,1%), existând în minoritate și vorbitori de alte limbi.